# بونئا
بونئا (به ایتالیایی: Bonea) یک کومونه در ایتالیا است که در استان بنونتو واقع شده‌است.

## خصوصیات
بونئا ۱۱٫۴ کیلومترمربع مساحت و ۱٬۴۵۷ نفر جمعیت دارد.